# Guan Hanqing

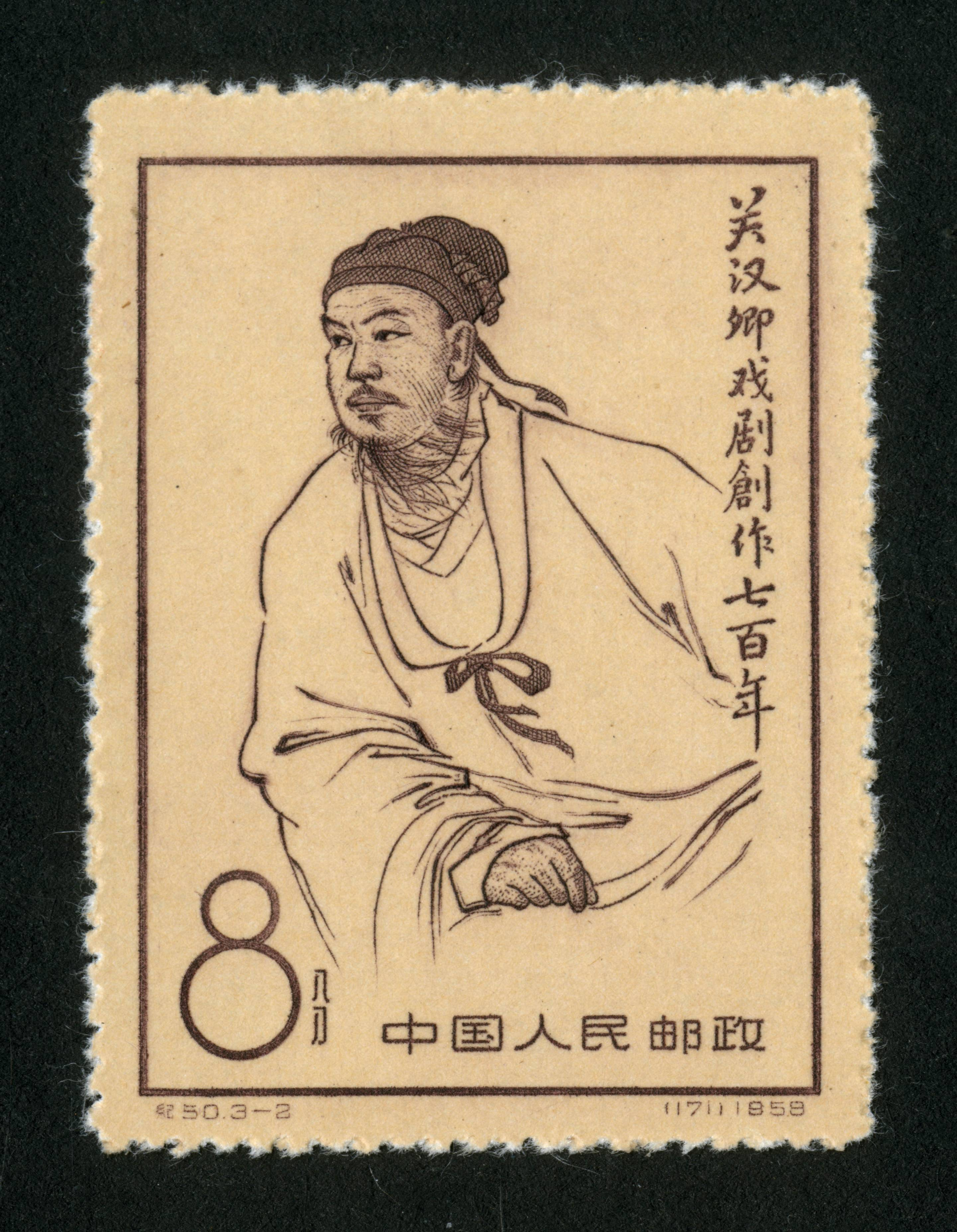
Chinesische Gedenkbriefmarke

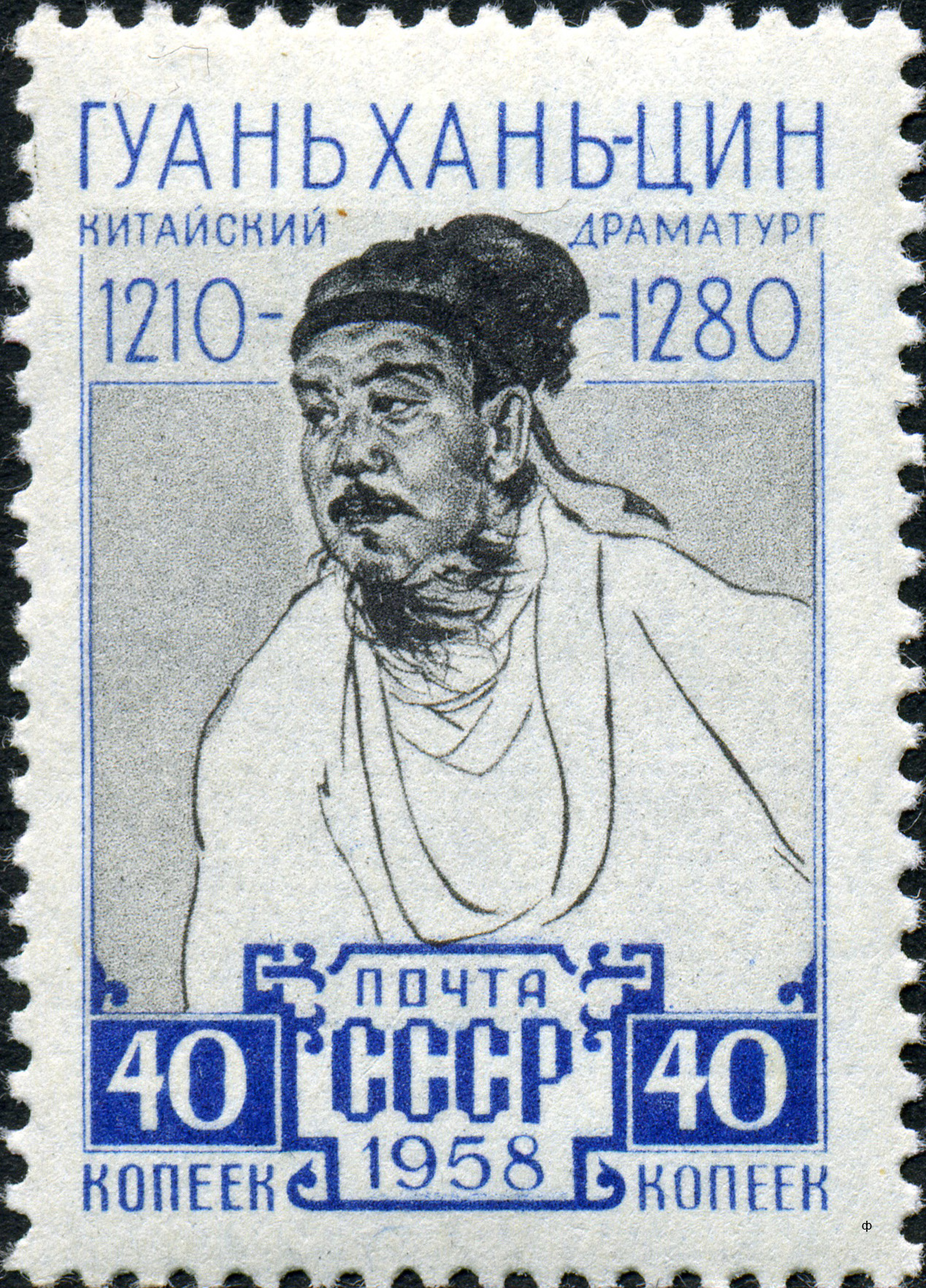
Guan Hanqing auf einer Briefmarke der UdSSR (dort mit den Lebensdaten 1210–1280)

Guan Hanqing (關漢卿 / 关汉卿,  Guān Hànqīng,  Kuan Han-ch'ing; geb. ca. 1230; gest. ca. 1300) war ein bedeutender chinesischer Dramatiker und Dichter zur Zeit der Mongolenherrschaft unter der Yuan-Dynastie.

## Leben und Werk
Guan Hanqing war einer der produktivsten und angesehensten Dramatiker der Yuan-Periode.
Guan Hanqing verbrachte den größten Teil seines späteren Lebens in Dadu und verfasste in dieser Zeit etwa 65 Stücke in der lokalen Sprache.
Die Stücke des äußerst produktiven Dramatikers bilden einen Höhepunkt der dramatischen Dichtung in China der Zeit der Yuan-Dynastie. Zu seinen bekanntesten Dramen gehören Dou E yuan (Ungerechtigkeit gegenüber Dou E), Hudiemeng (Schmetterlingstraum) und Jiufengchen (Rettung einer Prostituierten). Das Stück Dou E yuan wurde im Laufe der Zeit immer wieder verändert und im 20. Jahrhundert mehrfach verfilmt und als Oper vertont.
Der ihm gewidmete Artikel von britannica.com ordnet seine plots folgendermaßen ein:

„Though Guan’s plots, following the fashion of his time, are unrealistic, he created compelling characters, often women of low social standing who act with intelligence, integrity, and courage. His style is simple and straightforward, probably closer to the spirit of early popular theatre than to the style of plays by his contemporaries. The action, often simple everyday happenings, is depicted with humour and poignancy.
(in ungefährer deutscher Übersetzung:)
Obwohl Guans Handlungen, der Mode seiner Zeit folgend, unrealistisch sind, schuf er fesselnde Charaktere, oft Frauen von niedrigem sozialem Rang, die mit Intelligenz, Integrität und Mut handeln. Sein Stil ist einfach und geradlinig, wahrscheinlich näher am Geist des frühen Volkstheaters als am Stil der Stücke seiner Zeitgenossen. Die Handlung, oft einfache alltägliche Begebenheiten, wird mit Humor und Schärfe geschildert.“

Guan Hanqing 关汉卿 wird zusammen mit Ma Zhiyuan 马致远, Zheng Guangzu 郑光祖 und Bai Pu 白朴 zu den Vier großen yuanqu-Dichtern (Yuanqu si dajia 元曲四大家) gezählt.
Das Grab von Guan Hanqing (Guan Hanqing mu 关汉卿墓) steht auf der Liste der Denkmäler der Provinz Hebei.
Der jüngere zaju-Dramendichter Gao Wenxiu war als „Kleiner Hanqing“ (小汉卿) bekannt, in Anspielung auf den Großen, d. h. Guan Hanqing 关汉卿.

## Werke (Auswahl)
Nach der Ausgabe Da Zhonghua Wenku
- The Injustice to Dou E a.k.a. Snow in Midsummer (感天動地竇娥冤 Gǎn Tiān	Dòng Dì	Dòu	É Yuān)
- Saving the Dusty-windy a.k.a. Saving the Prostitute a.k.a. Rescued by a Coquette (趙盼兒風月救風塵 Zhào Pàn Ér Fēng Yuè Jiù Fēng Chén)
- The Conference of a Single Dao a.k.a. Meeting the Enemies Alone a.k.a. Lord Guan Goes to the Feast (關大王獨赴單刀會 Guān Dà Wáng Dú Fù Dān	Dāo Huì)
- The Pavilion of Moon-Worship (閨怨佳人拜月亭 Guī Yuàn Jiā Rén Bài Yuè Tíng)
- The Butterfly Dream (包待制三勘蝴蝶夢 Bāo Dài Zhì Sān Kān Hú Dié Mèng)
- The Wife-Snatcher (包待制智斬魯齋郎 Bāo Dài Zhì Zhì Zhǎn Lǔ Zhāi Láng)
- The Riverside Pavilion (望江亭中秋切膾旦 Wàng Jiāng Tíng Zhōng Qiū Qiē Kuài Dàn)
- The Jade Mirror-Stand (溫太真玉鏡臺 Wēn Tài Zhēn Yù Jìng Tái)
- Death of the Winged-Tiger General (鄧夫人苦痛哭存孝 Dèng Fū Rén Kǔ Tòng Kū Cún Xiào)